# يانغ تشنغفو
يانغ تشنغفو أو يانغ تشينغ-فو ولد في عام (1883–1936) يقال ان يانغ كان أفضل معلم للأسلوب اللين (التاي تشي شوان) أسلوب يانغ وهو أكثر أسلوب في التاي تشي يُمارس حاليًا في العالم.

## حياته
ولد يانغ تشنغفو في عائلة يانغ تاي تشي شوان المعروفة بحبها للفنون القتالية، حفيد يانغ شين هو يانغ لو تشان مع شقيقه الأكبر يانغ شاو هو وزملائه وو جيان تشيوان وصن لوتانغ، كان من بين المُعلمين الأوائل الذين قدموا تعليمات لتعلم فن التاي تشي شوان للجمهور في ثقافة بكين البدنية معهد البحوث من عام 1914 حتى عام 1928. انتقل إلى شنغهاي في عام 1928.
يشتهر يانغ تشنغفو بقيامه "بتخفيف" روتين التدريب إلى حد ما الذي تعلمه من عائلته بالإضافة إلى التأكيد على "إطار كبير" أو (Da Jia )" مع حركات توسعية في التنقل واستخدام حركات دائرية كبيرة مع أسلحة. كان شكل إطاره الكبير السلس والمتسق بالتساوي ومئات فروعه هي المعيار للتاي تشي شوان اسلوب يانغ.

## كُتبِه
قام يانغ بتأليف كتابين عن فن التاي تشي، طرق تطبيق التاي تشي شوان)، نُشر عام 1931، و (جوهر وتطبيقات التاي تشي شوان)، نُشر عام 1934.   تمت ترجمة كتابه الثاني إلى اللغة الإنجليزية عام 2005. 

## طلابه وإحفاده
أحفاده المباشرون، العديد من الطلاب الذين قاموا بتدريسهم، وطلابهم، نشروا الفن في جميع أنحاء العالم. كان من بين طلاب يانغ تشنغفو طلاب مشهورين مثل تونغ ينج تشيه (دونج ينج جيه، 1898–1961)، تشين فايمينج، فو تشونغ وين (فو تشونغ وين، 1903-1994) ، لي ياكسوان (1894–1976) وتشنغ مان تشينغ، قام كل منهم بالتدريس على نطاق واسع، وقام بتأسيس المجموعات التي تدرس فن التاي تشي شوان حتى يومنا هذا. قام تشنغ مان تشينغ، ربما الأكثر شهرة خارج الصين، بتقصير وتبسيط الأشكال التقليدية التي علمها يانغ له بعد وفاة معلمه، مما جعلها أكثر سهولة في الوصول إليها لأعداد أكبر عدد من الطلاب. على الرغم من أن تعديلات تشنغ تعتبر مثيرة للجدل من قبل معظم المدارس الأخرى ولا تعترف بها أسرة يانغ، فإن تشنغ مان تشينغ معروف بأنه واحد من أول من قام بتدريس تاي تشي تشوان في الغرب.
واصل أبناؤه تعليم التاي تشي شوان، بما في ذلك ابنه الأول الراحل يانغ تشن مينغ (1910-1985) الذي أحضر أسلوب يانغ تاي تشي شوان إلى هونغ كونغ، ابنه الثاني يانغ تشنجي (مواليد 1921، الرئيس الحالي للعائلة)، نجله الثالث، يانغ زيندو (مواليد 1926)، يعيش في مقاطعة شانشي الذي يعتبر من أبرز معلمي أسرة يانغ تاي تشي شوان الذين يعيشون اليوم، وابنه الرابع يانغ تشن قوه، المولود عام 1928، ويعيش في مقاطعة هيبي بمدينة هاندان .